# 최영철 (1935년)
최영철(崔永喆, 1935년 12월 19일 ~ 2025년 2월 27일)은 대한민국의 언론인 출신 정치인이다. 제9·10·11·12대 국회의원을 지냈다. 본관은 초계(草溪)이며, 전라남도 목포 출생이다. 제12대 국회 당시 전반기 국회부의장을 지냈다.

## 약력
- 1958년~1959년: 한국일보 기자
- 1959년~1962년: 민국일보 기자
- 1962년~1971년: 동아일보 기자
- 1968년~1971년: 동아일보 정치부 부장
- 1971년: 동아일보 퇴임
- 1971년: 이병희 정무담당 무임소 장관 정무조정실 실장
- 1973년~1979년: 제9대 국회의원(유신정우회)
- 1973년: 유신정우회 정책위원 겸 상공위원장
- 1979년~1980년: 제10대 국회의원(민주공화당→무소속)
- 1981년: 민주정의당 원내부총무, 대변인
- 1981년~1985년: 제11대 국회의원(민주정의당)
- 1981년~1985년: 국회 보사위원회 위원장
- 1983년: 민주정의당 정책위원회 부의장
- 1985년: 민주정의당 전당대회 부의장
- 1985년~1988년: 제12대 국회의원(민주정의당)
- 1985년: 국회부의장
- 1988년: 대한민국 체신부 장관
- 1989년: 대한민국 노동부 장관
- 1990년~1992년: 대통령 비서실 정치담당 특별보좌관
- 1992년~1993년: 부총리 겸 대한민국 통일원 장관
- 1994년: 통일번영연구원 회장
- 2001년: 서경대학교 북한학과 석좌교수
- 2008년 1월~: 제8~11대 서경대학교 총장
- 2020년 9월~2023년 9월: 학교법인 서경대학원 이사

## 학력
- 목포유달초등학교
- 목포중학교
- 목포고등학교
- 1958년: 서울대학교 문리과대학 정치학과 학사
- 1969년: 미국 컬럼비아 대학교 신문대학원 언론학 석사 수료

## 역대 선거 결과
|  | 0% |

|  | 38.77% |

|  | 33.61% |

|  | 37.24% |

|  | 13.98% |